# Innokentij (Vaseckij)
Innokentij (světským jménem: Ivan Stěpanovič Vaseckij; * 16. dubna 1977, Pjatigorsk) je ruský duchovní Ruské pravoslavné církve, biskup sormovský a vikář nižněnovgorodské eparchie.

## Život
Narodil se 16. dubna 1977 v Pjatigorsku.
Po dokončení střední školy nastoupil roku 1994 na Stavropolský duchovní seminář, který dokončil roku 1999. Během studia byl hypodiákonem metropolity stavropolského a vladikavkazského Gedeona (Dokukina).
Dne 7. ledna 1998 byl metropolitou Gedeonem rukopoložen na diákona a 25. ledna postřižen na monacha se jménem Innokentij na počest svatého Innokentije, metropolity moskevského a kolomenského.
Od března 1998 do ledna 2000 sloužil v katedrálním chrámu svatého Ondřeje ve Stavropolu a poté v chrámu svatého proroka Eliáše ve Vladikavkazu.
Dne 7. dubna 2001 byl rukopoložen na jeromonacha a 1. června byl ustanoven ključarem (pomocník představeného) chrámu svatého Ondřeje ve Stavropolu.
V letech 2001–2005 studoval dálkově na Kyjevské duchovní akademii.
Dne 29. září 2001 byl jmenován představeným chrámu svatého archanděla Michaela v Novoalexandrovsku.
Na Velikonoce roku 2007 byl povýšen na igumena.
Dne 2. března 2010 byl osvobozen od funkce představeného chrámů a ustanoven do služby v semináři.
Od roku 1998 do roku 2010 přednášel na Stavropolském duchovním semináři.
Dne 14. května 2010 se stal představeným chrámů Nanebevstoupení Páně v Alagiru.
Dne 28. března 2011 byl převeden do kléru čeljabinské eparchie.
Dne 2. dubna se stal představeným chrámů svatého Simeona v Čeljabinsku.
Dne 26. července 2012 jej Svatý synod zvolil biskupem magnitogorským a verchněuralským. O měsíc později byl povýšen na archimandritu.
Dne 31. srpna 2012 byl v chrámu Všech svatých patriarchální rezidence Danilova monastýru oficiálně jmenován biskupem a 11. září proběhla v chrámu svatého Mikuláše Pokrovského monastýru v Chotkově jeho biskupská chirotonie. Světiteli byli patriarcha moskevský Kirill, metropolita saranský a mordovský Varsonofij (Sudakov), metropolita čeljabinský a zlatoustovský Feofan (Ašurkov), biskup pjatigorský a čerkesský Feofilakt (Kurjanov) a biskup solněčnogorský Sergij (Čašin).
Dne 30. srpna 2019 byl Svatým synodem ustanoven biskupem jelabužským a vikářem kazaňské eparchie.
Dne 27. května 2022 byl jmenován biskupem sormovským a vikářem nižněnovgorodské eparchie.